# Cassie
Cassandra Elizabeth Venturová (* 26. srpna 1986), profesionálně známa jako Cassie, je americká zpěvačka, modelka, tanečnice a herečka. Byla objevena hudebním producentem Ryanem Lesliem a podepsala smlouvu s vydavatelstvím NextSelection Lifestyle Group. Leslie pro ni napsal její první singl, "U & Me", který se stal v roce 2006 megahitem. Když bylo v roce 2006 vydáno její debutové album Cassie, přestoupila k vydavatelství Bad Boy Records, kde je i její hudební partner, rapper Diddy. Její druhé album bude vydáno v roce 2012.

## Diskografie

### Studiová alba
- Cassie (2006)

### Mixtapy
- Rock-A-Bye Baby (2012)